# Wilhelm Gutsel
Wilhelm Gutsel (* 14. Februar 1848 in Sonnefeld; † 29. August 1932) war ein deutscher Töpfermeister und Tonofenhersteller. Als Abgeordneter der Nationalliberalen Partei (NLP) gehörte er von 1890 bis 1918 dem Coburger Landtag an.

## Leben und Wirken
Wilhelm Gutsel wurde am 14. Februar 1848 in Sonnefeld im Herzogtum Sachsen-Coburg und Gotha geboren. Als junger Mann nahm er 1870/1871 am Deutsch-Französischen Krieg teil. In der Folge engagierte er sich im Coburger Kriegerverband und war später stellvertretender Vorsitzender (und im Alter Ehrenvorsitzender) dieser Vereinigung.
Am 17. Mai 1874 heiratete er in Sonnefeld Margarete Schaumberger.
Von Beruf Töpfermeister und Tonofenbauer, übte Gutsel ab 1881 selbständig sein Handwerk aus und war Besitzer einer Fabrik in Sonnefeld. Als herzoglicher Hoflieferant wurde er auch als Hof-Töpfermeister bezeichnet. 
Gutsel engagierte sich auch politisch und war seit 1889 Mitglied der Nationalliberalen Partei. Im Jahr 1890 wurde er erstmals als deren Abgeordneter in den Coburger Landtag gewählt. Mehrfach wiedergewählt, wurde er 1907 Vizepräsident des Gremiums unter dem Landtagspräsidenten Oscar Arnold. Bei der ersten Sitzung des neu gewählten Landtags am 9. Dezember 1912 war Gutsel der älteste Abgeordnete und hielt als Alterspräsident die Eröffnungsrede. Er wurde in den Landtagsausschuss und in die Verwaltungskommission gewählt. Dem Coburger Landtag gehörte Gutsel bis zur Auflösung des Herzogtums Sachsen-Coburg und Gotha im November 1918 an.
Als Stellvertreter Oscar Arnolds war Gutsel qua Amt auch Mitglied verschiedener Vorstände und Institutionen, darunter der Verwaltungsgerichtshof des Herzogtums und die Altersheimstiftung, eine der zahlreichen gemeinnützigen Einrichtungen, die Herzogin Alexandrine gegründet hatte.
Herzog Carl Eduard verlieh Gutsel 1911 das Ritterkreuz 2. Klasse des Herzoglich Sachsen-Ernestinischen Hausordens
und 1918 die Herzog-Carl-Eduard-Medaille 1. Klasse. Er wurde auch zur Verleihung des Ehrenzeichens für Heimatverdienst vorgeschlagen.
Im Juni 1919 berichtete die Coburger Zeitung, dass Wilhelm Gutsel und seine Frau Margarete eine „Stiftung von 10000 Mark“ errichtet hätten. Sie trage den Namen „Margareten-Stiftung“ und solle „verschiedenen Wohltätigkeitszwecken dienen“.
Als nach dem Tod von Friedrich Ebert im März 1925 die Wahl des neuen Reichspräsidenten anstand, schloss sich Gutsel der Vereinigung „Reichsblock“ an, die sich für die Wahl des Duisburger Oberbürgermeisters und ehemaligen Reichsinnenministers Karl Jarres als Eberts Nachfolger einsetzte.
Noch in hohem Alter nahm Gutsel Mitte der 1920er Jahre regelmäßig an den Vorstandssitzungen der Handwerkskammer für die Herzogtümer Coburg und Gotha zu Gotha teil, zu deren Gründungsmitgliedern er 1901 gezählt hatte. Die Kammer ehrte ihn 1925 als „Vorbild eines Handwerksmeisters“ mit einem Ehrenmeisterbrief. Er war zudem stellvertretender Vorsitzender der Bauhandwerker-Innung und Vorsitzender der Meisterprüfungskommission des Töpferhandwerks. Die Schneider-Innung Sonnefeld verlieh ihm ebenfalls eine Ehrenmitgliedschaft.
Der Freistaat Bayern, zu dem Gutsels Heimatort Sonnefeld damals gehörte, führte zu Weihnachten 1925 neue Titel ein, und im Bezirk Coburg wurde Gutsel zum „Landesgewerberat“ ernannt.
Wilhelm Gutsel starb am 29. August 1932 im Alter von 84 Jahren in Sonnefeld.